# Irodalmi díjas amerikai költők, írók listája
Listánk az irodalmi Nobel-díjas amerikai szerzőket, a legrangosabb amerikai irodalmi díj, a Pulitzer-díj (1917-től) próza és költészet kategóriája díjazottait, az O. Henry-díjjal (1919-től) díjazott novellaírókat, valamint a Nemzeti Könyvdíj (National Book Award, NBA, 1950-től) próza, líra és ifjúsági irodalom kategóriája kitüntetettjeit és életműdíjasait tartalmazza.

## Irodalmi Nobel-díj
- Saul Bellow (1915–2005)
- Joseph Brodsky (1940–1996)
- Pearl S. Buck (1892–1973)
- William Faulkner (1897–1962)
- Ernest Hemingway (1898–1961)
- Sinclair Lewis(1885–1951)
- Toni Morrison (1931–2019)
- Eugene O’Neill (1888–1953)
- Isaac Bashevis Singer (1902–1991)
- John Steinbeck (1902–1968)

## Amerikai irodalmi díjak
Amerikai szerzők díjaik és a díj elnyerésének éve szerint.
Próza és dráma
|      | Pulitzer-díj – Próza                                                     | Pulitzer-díj – Dráma                                  | O. Henry Awards (elbeszélés)                                      | NBA – Próza                                                        |
| ---- | ------------------------------------------------------------------------ | ----------------------------------------------------- | ----------------------------------------------------------------- | ------------------------------------------------------------------ |
| 1920 |                                                                          | Eugene O’Neill: Beyond the Horizon                    |                                                                   |                                                                    |
| 1922 |                                                                          | Eugene O’Neill: Anna Christie                         |                                                                   |                                                                    |
| 1928 |                                                                          | Eugene O’Neill: Strange Interlude                     |                                                                   |                                                                    |
| 1939 |                                                                          |                                                       | William Faulkner: Barn Burning                                    |                                                                    |
| 1944 |                                                                          |                                                       | Irwin Shaw: Walking Wounded                                       |                                                                    |
| 1948 |                                                                          |                                                       | Truman Capote: Shut a Final Door                                  |                                                                    |
| 1949 |                                                                          | Arthur Miller: Az ügynök halála (Death of a Salesman) | William Faulkner: A Courtship                                     |                                                                    |
| 1951 |                                                                          |                                                       |                                                                   | William Faulkner: The Collected Stories of William Faulkner        |
| 1953 | Ernest Hemingway: Az öreg halász és a tenger (The Old Man and the Sea)   |                                                       |                                                                   |                                                                    |
| 1954 |                                                                          |                                                       |                                                                   | Saul Bellow: Augie March kalandjai (The Adventures of Augie March) |
| 1955 | William Faulkner: A Fable                                                |                                                       |                                                                   | William Faulkner: A Fable                                          |
| 1957 |                                                                          | Eugene O’Neill: Long Day's Journey Into Night         |                                                                   |                                                                    |
| 1960 |                                                                          |                                                       |                                                                   | Philip Roth: Isten veled, Columbus (Goodbye, Columbus)             |
| 1963 | William Faulkner: The Reivers                                            |                                                       |                                                                   |                                                                    |
| 1965 |                                                                          |                                                       |                                                                   | Saul Bellow: Herzog                                                |
| 1971 |                                                                          |                                                       |                                                                   | Saul Bellow: Mr. Sammler’s Planet                                  |
| 1976 | Saul Bellow: Humboldt’s Gift (a Nobel-díjat is ezért a regényéért kapta) |                                                       |                                                                   |                                                                    |
| 1978 |                                                                          |                                                       | Woody Allen: The Kugelmass Episode                                |                                                                    |
| 1980 |                                                                          |                                                       | Saul Bellow: A Silver Dish                                        |                                                                    |
| 1995 |                                                                          |                                                       |                                                                   | Philip Roth: Sabbath színháza (Sabbath’s Theater)                  |
| 1996 |                                                                          |                                                       | Stephen King: A fekete öltönyös férfi (The Man in the Black Suit) |                                                                    |
| 1998 | Philip Roth: Amerikai pasztorál (American Pastoral)                      |                                                       |                                                                   |                                                                    |
| 2000 |                                                                          |                                                       |                                                                   | Susan Sontag: Amerikában (In America)                              |

Költészet
|      | Pulitzer-díj – Költészet          | NBA – Költészet                                                       |
| ---- | --------------------------------- | --------------------------------------------------------------------- |
| 1954 |                                   | Conrad Aiken: Collected Poems                                         |
| 1974 |                                   | Allen Ginsberg: The Fall of America: Poems of these States, 1965–1971 |
| 1982 | Sylvia Plath: The Collected Poems |                                                                       |

NBA – Ifjúsági irodalom
- 1998 – Louis Sachar: Stanley, a szerencse fia (Holes)

NBA – Életműdíj
- 2000 – Ray Bradbury
- 2001 – Arthur Miller
- 2002 – Philip Roth
- 2003 – Stephen King